# Ardenais
Ardenais é uma comuna francesa na região administrativa do Centro, no departamento Cher. Estende-se por uma área de 17,9 km². Em 2010 a comuna tinha 207 habitantes (densidade: 11,6 hab./km²).